# Tricarpelema xizangense
Tricarpelema xizangense là một loài thực vật có hoa trong họ Commelinaceae. Loài này được D.Y.Hong miêu tả khoa học đầu tiên năm 1981.